# زاسون
زاسون (به لاتین: Zasun) یک منطقهٔ مسکونی در تاجیکستان است که در ولایت سغد واقع شده‌است.